# Master of Business Research
Der Master of Business Research – kurz: MBR oder M.B.R. ist ein akademischer Grad, der zur Promotion berechtigt. Dieser konsekutive Master wird nach erfolgreichem Abschluss eines postgradualen Studiums in betriebswirtschaftlicher Forschung verliehen. Derartige Studiengänge sollen Studierende auf eine spätere Promotion vorbereiten. Die Regelstudienzeit eines MBR-Studiums beträgt meist vier Semester.
Der Grad wird hinter dem Nachnamen geführt. Bei ausländischen akademischen Graden, die nicht in der Europäischen Union oder im Europäischen Wirtschaftsraum verliehen wurden, ist in Deutschland die Angabe der verleihenden Universität vorgeschrieben.

## Ähnliche Grade
Der Master of Business Research hat aufgrund seiner unterschiedlichen Vertiefungsrichtungen und Studiengänge teilweise abgewandelte Bezeichnungen; so werden unter anderem auch folgende akademische Grade vergeben:
- Master of Science by Research
- Master of Science in Business Research[2]
- Master of Marketing Research
- Master of Business – Research[3]
- Master of Research

## MBR in Deutschland
| Hochschule                             | Abschluss | Fachrichtungen/Vertiefungen                                                                 |
| -------------------------------------- | --------- | ------------------------------------------------------------------------------------------- |
| Ludwig-Maximilians-Universität München | MBR       | Accounting & Finance, Marketing & Strategy, Innovation & Information, Leadership & Learning |
| Universität Mannheim                   | M.Sc.     | Accounting & Taxation, Finance, Management, Marketing, Operations & Information Systems     |

## MBR in Australien
| Hochschule                        | Abschluss | Fachrichtungen/Vertiefungen                 |
| --------------------------------- | --------- | ------------------------------------------- |
| University of Adelaide            | MBR       |                                             |
| University of New England         | MBR       |                                             |
| University of Southern Queensland | MBusRes   | business, management or information systems |
| University of Western Australia   | MBR       |                                             |

## MBR in den Niederlanden
| Hochschule                     | Abschluss                                    | Fachrichtungen/Vertiefungen                                                                                                  |
| ------------------------------ | -------------------------------------------- | --- |
| Erasmus Universiteit Rotterdam | Master of Science in Business Research (MSc) | Logistics and Information systems, Organisation, Marketing, Finance and Accounting, Strategy                                 |
| Maastricht University          | Master of Science in Business Research (MSc) | Accounting and Information Management, Organisation and Strategy, Marketing and Supply Chain Management, Operations Research |